# Pitkäsaari (ö i Finland, Södra Savolax, S:t Michel, lat 61,48, long 28,64)
Pitkäsaari är en halvö i Finland. Den ligger i sjön Pihlajavesi och i kommunen Puumala i den ekonomiska regionen  S:t Michel och landskapet Södra Savolax, i den södra delen av landet, 240 km nordost om huvudstaden Helsingfors.